# خطة عمل قانون الغابات والحوكمة والتجارة للاتحاد الأوروبي
خطة العمل لنظام إنفاذ قانون الغابات والحوكمة والتجارة للاتحاد الأوروبي (بالإنجليزية: European Union Forest Law Enforcement, Governance and Trade Action Plan)‏، وتُعرف اختصاراً بـ خطة عمل EU FLEGT، هي مبادرة وخطة عمل الاتحاد الأوروبي لإنفاذ قانون الغابات والحكامة والتجارة والتي تحدد مجموعة من التدابير التي تهدف إلى مكافحة القطع والتجارة غير القانونية للأشجار. وتم وضع هذه الخطة لمعالجة قطع الأشجار المحظور والأضرار الاجتماعية والاقتصادية والبيئية التي تسببها. واعتمد الاتحاد الأوروبي خطة العمل في عام 2003.